# 村松町 (田原市)
村松町（むらまつちょう）は、愛知県田原市の地名。17の小字が設置されている。

## 地理
旧渥美町東部に位置する。東は八王子町、西は伊川津町、北は馬伏町に接する。

### 字一覧
字名は以下の通りである。
| - 沖田（おきだ） - おんぶ田（おんぶだ） - 北郷中（きたごうちゅう） - 北畑（きたばた） - 坂下（さかした） - 砂バセ（すなばせ） | - 段土（だんど） - 天王原（てんのうばら） - 百々川（どうどうがわ） - 中ノ切（なかのきれ） - 西郷中（にしごうちゅう） - 西原（にしはら） | - 白山下（はくさんした） - 東原（ひがしはら） - 前荒古（まえあらこ） - 南郷中（みなみごうちゅう） - 山ノ田（やまのた） |

## 歴史

### 沿革
- 飛鳥時代 - 三河国渥美郡村松里として所在していたとみられる[7]。
- 鎌倉時代 - 荘園として村松荘が当地に所在した[7]。
- 江戸時代 - 幕府領の村松村として所在[7]。
- 寛永2年 - 旗本清水氏の知行地となる[7]。
- 寛永16年 - 再び幕府領に転じる[7]。
- 天和元年 - 志摩国鳥羽藩領となる[7]。
- 享保11年 - 幕府領となる[7]。
- 安永元年 - 遠江国相良藩領となる[7]。
- 天明2年 - 旗本本多氏の知行地となる[7]。
- 1889年（明治22年） - 合併に伴い、泉村大字村松となる[7]。
- 1955年（昭和30年） - 合併に伴い、渥美町大字村松となる[7]。

## 世帯数と人口
2015年（平成27年）10月1日現在の世帯数と人口は以下の通りである。
| 町丁   | 世帯数  | 人口  |
| ------ | ------- | ----- |
| 村松町 | 102世帯 | 296人 |

### 人口の変遷
国勢調査による人口の推移
| 2005年（平成17年） | 340人 | [ 8 ] |  |
| 2010年（平成22年） | 335人 | [ 9 ] |  |
| 2015年（平成27年） | 296人 | [ 2 ] |  |

## 学区
市立小・中学校に通う場合、学区は以下の通りとなる。また、公立高等学校に通う場合の学区は以下の通りとなる。
| 番・番地等 | 小学校           | 中学校               | 高等学校 |
| ---------- | ---------------- | -------------------- | -------- |
| 全域       | 田原市立泉小学校 | 田原市立赤羽根中学校 | 三河学区 |

## 施設
- 女体神社[5]
- 曹洞宗興忠院[5]

## その他

### 日本郵便
- 郵便番号 : 441-3603[3]（集配局：渥美郵便局[12]）。